# Urbis (Manchester)
Pour les articles homonymes, voir Urbis.

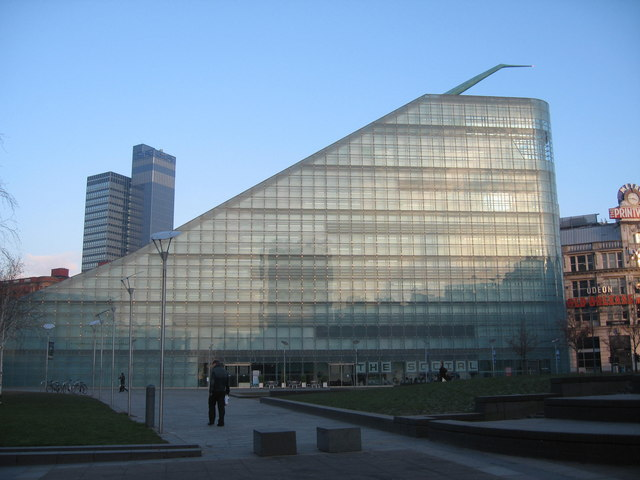
Le centre Urbis.

Le centre Urbis est une salle d'exposition située à Manchester, en Angleterre. Le bâtiment a été imaginé par Ian Simpson (en), et est terminé en 2002. Il est rénové en 2012 pour rouvrir comme musée national du football en mai de cette même année. Entre 2002 et 2010 le centre accueille diverses expositions d'art, de musique, de mode, de photographie, ainsi que divers débats et évènements particuliers.